# Браш, Томас
Томас Браш (нем. Thomas Brasch; 19 февраля 1945[…], Уэстоу, Норт-Йоркшир — 3 ноября 2001[…], Берлин) — немецкий писатель, драматург, сценарист, режиссёр и лирик.

## Биография
Браш родился в еврейской семье, эмигрировавшей в Великобританию из Германии. В 1947 году семья перебралась в Советскую зону оккупации Германии. Отец Томаса Хорст Браш сделал в ГДР политическую карьеру и занимал должность заместителя министра культуры ГДР. Мать Томаса Браша Герда, родом из Австрии, работала журналисткой и в середине 1950-х годов опубликовала в городской газете Котбуса первое стихотворение своего сына. У Томаса Браша было два брата — Клаус и Петер, а также есть сестра Марион.
В 1956—1960 годах Томас Браш учился в кадетском корпусе Национальной народной армии в Наумбурге. Работал слесарем, мелиоратором и наборщиком. В 1964—1965 годах изучал журналистику в Лейпцигском университете, был отчислен за «клевету на руководящих лиц ГДР» и работал впоследствии официантом и дорожным строителем.
В 1966 году была запрещена постановка на сцене берлинского театра Фольксбюне его программы о Вьетнаме «Взгляните на эту страну» (нем. Seht auf dieses Land). В 1967—1968 годах Браш изучал драматургию в Высшей школе кино и телевидения в Бабельсберге. В марте 1968 года у Беттины Вегнер родился его сын Беньямин. В 1968 году за распространение листовок против ввода войск в Чехословакию был привлечён к суду и был приговорён к двум годам и трём месяцам заключения. Спустя 77 дней был условно досрочно освобождён и с целью перевоспитания направлен фрезеровщиком на берлинский трансформаторный завод в Обершёневальде.
По протекции Хелены Вайгель в 1971—1972 годах Браш работал в архиве Бертольта Брехта и занимался сравнительным анализом структурных элементов вестерна и советских кинофильмов о революции. Впоследствии занимался литературной деятельностью. Многие драматические произведения, написанные Брашем в 1970—1976 годах, не были поставлены или сняты с репертуара вскоре после премьеры из-за своей тематики или экспериментальной формы.
В 1976 году Браш подписал протест против лишения гражданства Вольфа Бирмана. Получив официальный запрет на публикацию своей прозы, Браш подал заявление на выезд в ФРГ и переехал вместе со своей подругой Катариной Тальбах и их дочерью Анной в Западный Берлин. Написанную ещё в ГДР и опубликованную в издательстве Rotbuch книгу «Сыновья умирают до отцов» (нем. Vor den Vätern sterben die Söhne) ждал большой успех и признание критиков.
В 1978 году Браш был удостоен Премии Эрнста Рейтера, в 1979 году получил стипендию Немецкой академии «Вилла Массимо» в Риме. В 1982 году получил кинопремию Баварии за фильм «Ангел из железа». В 1983 году находился в Цюрихе, где был награждён премией Occhio del Pardo d’argento за фильм «Домино». Его аудиоспектакль «Роберт, я, масленица и другие» (нем. Robert, ich, Fastnacht und die anderen) получил Премию Клейста. С 1986 года занимался переводами Шекспира на немецкий язык. В 1992 году Брашу была вручена премия критиков газеты Berliner Zeitung. В 1987 году выступил режиссёром фильма «Пассажир» с Тони Кёртисом в главной роли.
После падения Берлинской стены о Томасе Браше некоторое время ничего не было слышно и распространились слухи о его алкогольной и наркотической зависимости. Однако в 1999 году Браш выпустил роман «Девичий убийца Брунке» (нем. Mädchenmörder Brunke). За ним последовал несколько пьес и проза. Последняя работа Браша «Сказочная комедия из Берлина» (нем. Eine Märchenkomödie aus Berlin) осталась незаконченной. Томас Браш умер в клинике Шарите от сердечной недостаточности и похоронен на Доротеенштадтском кладбище в районе Митте.
В 2021 году вышел биографический художественный фильм «Дорогой Томас» режиссёра Андреаса Клайнерта. Роль Браша исполнил актёр Альберт Шух.

## Сочинения

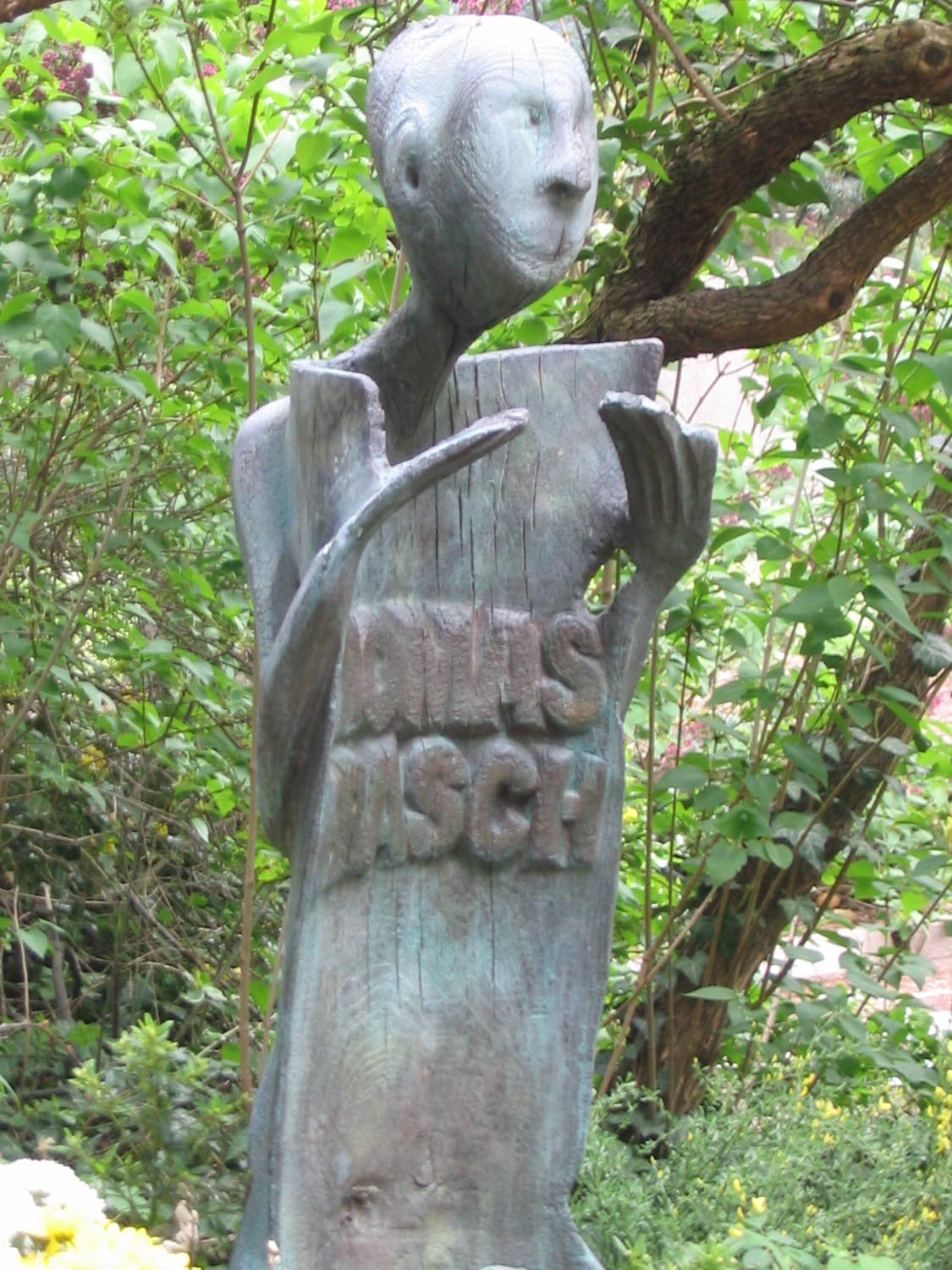
Могила Томаса Браша на Доротеенштадтском кладбище в Берлине

- Sie geht, sie geht nicht. пьеса, 1970
- Das beispielhafte Leben und der Tod des Peter Göring. пьеса, 1971
- Galileo Galilei — Papst Urban VIII. пьеса, 1972
- Der Schweinehirt. Die wilden Schwäne. два аудиоспектакля, 1975
- Vom dicken Herrn Bell, der das Telefon erfunden hat. аудиоспектакль, 1974
- Herr Geiler. пьеса, 1974
- Lovely Rita. пьеса, 1975
- Poesiealbum 89. 1975
- Die argentinische Nacht. комедия, 1975
- Vor den Vätern sterben die Söhne. проза, 1977
- Kargo. 32. Versuch auf einem untergehenden Schiff aus der eigenen Haut zu fahren. 1977
- Rotter. Und weiter. Ein Tagebuch, ein Stück, eine Aufführung.1978
- Der schöne 27. September. поэзия 1980
- Ангел из железа / Engel aus Eisen. 1981
- Der König vor dem Fotoapparat. детская литература, 1981
- Domino. Buch zum gleichnamigen Film, 1982
- Mercedes. пьеса 1983
- Anton Tschechows Stücke. 1985
- Lovely Rita, Lieber Georg, Mercedes. пьесы, 1988
- Lovely Rita, Rotter, Lieber Georg. пьесы, 1989
- Frauen Krieg Lustspiel. пьеса, 1989
- Drei Wünsche, sagte der Golem. поэзия, проза, пьесы 1990
- Der Sprung — Beschreibung einer Oper 1999
- Девичий убийца Брунке / Mädchenmörder Brunke. проза, 1999
- Liebe Macht Tod. 2002
- Переводы Шекспира / Shakespeare-Übersetzungen. 2002
- Wer durch mein Leben will, muß durch mein Zimmer. поэзия 2002
- Was ich mir wünsche. поэзия 2007
- Du einsamer, du schöner Wicht. аудиокнига 2007
- Ich merke mich nur im Chaos. интервью 1976—2001, 2009
- Die nennen das Schrei. поэзия 2013

## Фильмография
- 1981: Ангел из железа / Engel aus Eisen
- 1982: Домино / Domino
- 1985: Мерседес / Mercedes
- 1988: Der Passagier — Welcome to Germany